# Mbukushu
El Mbukushu és una llengua que parlen els grups mbukushus que viuen a les zones properes al riu Okavango, a Zàmbia, Botswana, Namíbia i Angola. El seu codi ISO 639-3 és mhw, el seu codi del glottolog és mbuk1240 i el seu codi Guthrie és K.333.

## Família lingüística
L'ethnologue, la situa com una llengua luyana juntament amb el luyana, el mashi, el kwangali, el diriku, el mbukushu i el mbowe.

## Geolingüística
El Mbukushu es parla a una zona riberenca del riu Okavango, als estats de Zàmbia (6400), Botswana (33.000), Namíbia (7.900) i Angola (9.800). A Zàmbia es parla a la zona del riu Kwando, al sud-oest de la Província de l'Oest; a Botswana, al nord de Gomare, a la zona del riu Okavango, al Districte del Nord-oest; a Namíbia, al nord-oest d'Ovambo i al nord-est de la zona d'Okavango, a l'est de Kabango; i a l'extrem sud-est d'Angola, a la riba nord del riu Okavango, a Cuando Cubango.

## Etnolingüística
Segons l'ethnologue, hi ha quatre grups humans que parlen el mbukushu; els mbukushus de Zàmbia, els mbukushus, goves de Botswana i de Namíbia i els mbukushus, kussos d'Angola.

## Sociolingüística, estatus i ús de la llengua
A Namíbia, el mbukushu és una llengua desenvolupada (EGIDS 5). Gaudeix d'un ús vigorós i té una forma estandarditzada i literatura. Des del 2001 està reconeguda com a llengua d'educació (2001, Education Act, nº 16, Article 35) i ha estat implementada en l'educació des del 2003. En aquest país és utilitzada com a segona llengua pels yeyis (que parlen el yeyi com a llengua materna). Hi ha programes de ràdio, diccionari i gramàtica. S'escriu en alfabet llatí.
A Angola és una llengua desenvolupada.
A Botswana és una llengua vigorosa (EGIDS 6a) i és parlada per persones de totes les edats, que també parlen l'anglès i el tswana.
A Zàmbia és una amenaçada (EGIDS 6b), tot i que s'utilitza a l'administració.

## Sons

### Consonants
El Mbukushu és una de les llengües bantus que té consonants clic, concretament la consonant tenius /c/, la sonora /gc/ i la nasalitzada /nc/, igual que la prenasalitzada /ngc/, que molts parlants la pronuncien com dental, palatal i postalveolar. També té la consonant nasal glotal aproximant.